# Cuba City
Cuba City és una població dels Estats Units a l'estat de Wisconsin. Segons el cens del 2000 tenia 2.156 habitants.

## Demografia
Segons el cens del 2000, Cuba City tenia 2.156 habitants, 861 habitatges, i 569 famílies. La densitat de població era de 770,8 habitants per km².
Dels 861 habitatges en un 30,7% hi vivien nens de menys de 18 anys, en un 56,1% hi vivien parelles casades, en un 6,7% dones solteres, i en un 33,9% no eren unitats familiars. En el 29,7% dels habitatges hi vivien persones soles el 15,4% de les quals corresponia a persones de 65 anys o més que vivien soles. El nombre mitjà de persones vivint en cada habitatge era de 2,39 i el nombre mitjà de persones que vivien en cada família era de 2,98.
Per edats la població es repartia de la següent manera: un 24,1% tenia menys de 18 anys, un 7,7% entre 18 i 24, un 25,6% entre 25 i 44, un 21% de 45 a 60 i un 21,7% 65 anys o més.
L'edat mediana era de 40 anys. Per cada 100 dones de 18 o més anys hi havia 88,7 homes.
La renda mediana per habitatge era de 38.750 $ i la renda mediana per família de 46.550 $. Els homes tenien una renda mediana de 30.884 $ mentre que les dones 21.359 $. La renda per capita de la població era de 19.375 $. Aproximadament el 5,9% de les famílies i el 8,8% de la població estaven per davall del llindar de pobresa.

## Poblacions més properes
El següent diagrama mostra les poblacions més properes.